# École nationale supérieure de théâtre Ludwik-Solski
 (octobre 2024).
L'École nationale supérieure de théâtre Ludwik-Solski (en polonais : Państwowa Wyższa Szkoła Teatralna im. Ludwika Solskiego, PWST) est une école nationale de théâtre polonaise, offrant une formation théorique et professionnelle aux futurs acteurs et réalisateurs.  Elle un statut d’établissement public d’enseignement supérieur et de recherche.

## Historique
L'École nationale supérieure de théâtre PWST a été créée à Cracovie en 1946.
En 1954, l'acteur et metteur en scène Ludwik Solski, reçoit le doctorat honoris causa de l'université Jagellonne, puis est nommé directeur de l'École nationale supérieure de théâtre de Cracovie. L'établissement prit son nom à la mort de celui-ci intervenue à la fin de l'année 1954 et il s'intitule jusqu'en 2017 officiellement "École nationale supérieure de théâtre Ludwik-Solski" en français. Elle prend ensuite la dénomination d'Académie des arts du théâtre Stanisław-Wyspiański, le nom de Ludwik-Solski étant désormais restreint à la faculté formant les acteurs (Wydział Aktorski im. Ludwika Solskiego w Krakowie (pl)).

## Implantations
Outre son siège à Cracovie, l'établissement dispose d'antennes situées à Wrocław (toutes spécialités) et à Bytom ("faculté de théâtre de la danse").

## Facultés
- Formation d'acteurs (à Cracovie et Wrocław) (Wydział Aktorski)
- Mise en scène et dramaturgie (à Cracovie et Wrocław) (Wydział Reżyserii Dramatu)
- Marionnettes (à Wrocław) (Wydział Lalkarski)
- Théâtre de la danse (à Bytom) (Wydział Teatru Tańca w Bytomiu)

## Partenariat
L'École nationale supérieure de théâtre de Cracovie a tissé des liens et des échanges avec de nombreux partenaires, notamment avec l'Institut français de Cracovie. Pendant de nombreuses années, l'Institut français de Cracovie a organisé le "Festival international de théâtre universitaire en langue française de Cracovie" (Międzynarodowy Festiwal Teatrów Uniwersyteckich w jezyku francuskim), en partenariat avec l'Université de pédagogie de Cracovie (Akademia Pedagogiczna / Uniwersytet Pedagogiczny im. Komisji Edukacji Narodowej w Krakowie) et le Théâtre francophone de l'Entr’Acte. Cette  animation culturelle francophone participait au rayonnement de la langue française en Pologne et à l'activité internationale de la Francophonie.

### Conventions de coopération inter-universitaire
- Theater 89 – Berlin - Allemagne
- Conservatoire national supérieur d'art dramatique – Paris - France
- École supérieure d'art dramatique Théâtre national de Strasbourg - Strasbourg - France
- Institut del Teatre – Barcelone - Espagne (Catalogne)
- Eesti Muusika- ja Teatriakadeemia – Tallinn - Estonie
- Université de Sienne – Sienne – Italie
- Scuole d'Arte Drammatica Paolo Grassi - Milan - Italie
- Latvijas Kultūras Akadēmija – Riga - Lettonie
- Académie des arts du théâtre de Saint-Pétersbourg – Saint-Pétersbourg - Russie
- Académie Janáček des arts musicaux - Brno – République tchèque
- Divadelní Fakulta Akademie Múzických Umění – Prague – République tchèque
- École supérieure des arts de la scène – Bratislava - Slovaquie
- Université de Lviv – Lviv - Ukraine

## Anciens professeurs
(Liste non exhaustive)
- Jacek Popiel

## Anciens élèves
(Liste non exhaustive)
- Zbigniew Cybulski
- Dominika Chorosińska, actrice et femme politique.
- Klaudia Jachira, actrice et femme politique.
- Bartosz Gelner
- Jerzy Grotowski
- Gustaw Holoubek
- Jan Klata
- Wojciech Pszoniak
- Witold Pyrkosz
- Jerzy Stuhr
- Maciej Stuhr